# Pilar Valiente
Pilar Valiente Calvo (10 de diciembre de 1955) es una funcionaria española que desempeñó la función de presidente de la Comisión Nacional del Mercado de Valores (CNMV) del 6 de octubre de 2000 hasta su dimisión el 21 de septiembre de 2001, por las repercusiones del caso Gescartera, pese a que posteriormente fue exculpada. No obstante, su trato de favor fue evidente, recibió varios regalos del presidente de Gescartera y facilitó información privilegiada sobre las actuaciones de la CNMV, dando consejos sobre cómo afrontar las inspecciones. La dimisión fue forzada a raíz de la aparición de un dietario suyo en el que se hacía referencia a supuestas intervenciones a favor de la agencia.
En marzo de 2012 fue nombrada como jefa adjunta de la Oficina Nacional de Investigación del Fraude de la Agencia Tributaria (ONIF).

## Biografía
Pilar Valiente Calvo es licenciada en Derecho y desde 1982 pertenece al Cuerpo de Inspectores de Hacienda del Estado por oposición. Junto a otros dos peritos del Ministerio de Economía fue la encargada de elaborar el informe contable del denominado Caso Filesa.